# 豊岡北警察署
豊岡北警察署（とよおかきたけいさつしょ）はかつて兵庫県警察が管轄していた警察署の一つで、但馬方面に属していた。署長の階級は警視。現在跡地には豊岡警察センターがある。

## 所在地
- 兵庫県豊岡市城崎町桃島100

## 管轄区域
- 豊岡市（旧城崎町・竹野町と小島・瀬戸・津居山・気比・田結・畑上・三原の各地区）

## 沿革
- 2006年4月 - 城崎警察署が豊岡北警察署と改称される。
- 2021年3月22日 - 豊岡南警察署と統合し廃止。庁舎は兵庫県警察城崎警察センターとなる。

## 交番
- 城崎温泉駅前交番（城崎町今津）

## 駐在所
- 来日駐在所（城崎町上山）
- 気比駐在所（気比）
- 津居山駐在所（瀬戸）
- 竹野駐在所 （竹野町竹野）
- 轟駐在所（竹野町轟）
- 森本駐在所（竹野町御又）